# Les Pungoles

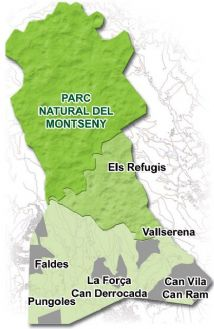
Un 20% de Les Pungoles pertany al terme municipal de Sant Pere de Vilamajor i un 80% a Sant Antoni de Vilamajor

Les Pungoles és una urbanització de cases unifamiliars situada entre dos termes municipals: Sant Antoni de Vilamajor i Sant Pere de Vilamajor, al Vallès Oriental. Es tracta d'una de les urbanitzacions creades durant la dècada del 1960 com a segona residència de famílies que residien a l'Àrea Metropolitana de Barcelona. Situada en una zona agrícola del veïnat del Bruguer, al nord té la urbanització de Les Faldes del Montseny, al sud la urbanització i l'església de Sant Julià del Fou i a l'est, molt propera, la urbanització de Can Miret.
L'any 2006 tenia 323 habitants.

## Accessos
L'accés principal de la urbanització és per una pista d'accés des de la carretera de Cànoves i Samalús a Cardedeu. També està comunicada amb una pista a la carretera BP-5107 entre Cànoves i Sant Antoni de Vilamajor.